# Index PX
Index PX (hasta marzo de 2006, PX 50) es el índice bursátil más importante de la Bolsa de Praga. El índice PX ha sido calculado desde el 5 de abril de 1994 componiéndose de las cincuenta empresas de mayor capitalización de la Bolsa de Praga. 

## Evolución del índice

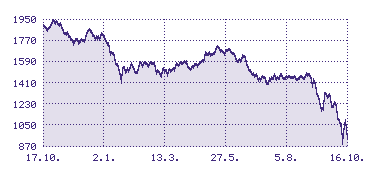
Gráfico que muestra la evolución del Index PX desde el 17 de octubre de 2007 hasta el 16 del mismo mes en 2008.

Este índice bursátil comenzó con un valor base de 1000 puntos el día de su implementación y finalizó el año con 557 puntos. El 8 de octubre de 1998, debido a la crisis financiera rusa, este índice experimentó su mínimo histórico con 316 puntos. El 21 de mayo de 1999, se recuperó hasta regresar al hito de los 500 puntos, aunque en 2001 regresó hasta los 320 puntos, tras los atentados terroristas del 11 de septiembre en Nueva York.
Este índice volvió a sus valores primigenios el 19 de noviembre de 2004, alcanzando su máximo histórico el 29 de octubre de 2007 con 1815 puntos.

## Composición
- ČEZ
- Erste Bank
- Komerční banka
- Moneta Money Bank
- Vienna Insurance Group
- Philip Morris ČR
- Colt CZ Group
- Kofola ČeskoSlovensko
- Pilulka Lékárny
- Photon Energy